# 히타시
히타시(일본어: 日田市)는 일본 오이타현 북서부에 있는 시이다.

## 지리
오이타현에 있지만 지쿠고강 수계에 있기 때문에 역사적으로 후쿠오카현 지쿠고·지쿠젠 지방과의 연결이 강하고 이 지역의 방언은 히치쿠 방언의 특징을 가진다. 주위는 산으로 둘러싸인 전형적인 분지이며 많은 하천이 흘러들어 "수향"(水鄕)을 형성한다. 그 때문에 봄부터 가을까지는 아침저녁으로 깊은 안개가 발생한다. 또 번개도 많이 발생하고 분지이기 때문에 더운 공기가 빠져나가지 못해 여름은 최고 기온이 35°C를 넘는 날이 많으며 바다에서 먼 내륙이기 때문에 겨울은 추운 기후가 현저하게 나타난다. 산간부에 있기 때문에 오이타현 내에서는 적설도 많은 지역이다. 또 산간 지역에서는 강수량이 매우 많아 삼나무와 편백나무의 생육에 유리해 임업 지역으로서 히타시 경제에 기여하는 측면이 있는 반면에 토사 붕괴와 같은 자연재해를 발생시키는 원인이 되고 있다.
히타분지 주위의 산지는 고도가 대략 1,000m이고 옛 마에쓰에촌·나카쓰에촌·가미쓰에촌이 있는 산간부는 1,200m 정도이다.
히타분지로 흘러드는 많은 하천은 미쿠마강(지쿠고강)으로 합류한다. 이러한 하천은 에도 시대 말기에는 히타 주위의 지역에서 벌채된 목재나 물자를 지쿠고강 하류의 후쿠오카현 구루메나 후쿠오카와ㅎ 같은 도시까지 수송하는데 중요한 역할을 했다.

## 인접하는 자치체
- 오이타현
  - 나카쓰시
  - 구스군 구스정
- 후쿠오카현
  - 우키하시
  - 아사쿠라시
  - 야메시
  - 아사쿠라군 도호촌
  - 다가와군 소에다정
- 구마모토현
  - 야마가시
  - 기쿠치시
  - 아소시
  - 아소군 미나미오구니정, 오구니정

## 역사
에도 시대에 교토, 오사카, 에도를 본보기로 삼은 상인 문화가 번영해, 현재도 '작은 교토'라고 불린다.
- 1889년 4월 1일 - 정촌제 시행으로 마메타정 구마정이 성립하였다.
- 1901년 9월 7일 - 마메타정, 구마정이 합병해 히타정이 성립하였다.
- 1940년 12월 11일 - 히타정, 미요시촌, 다카세촌, 아사히촌과 합병해 히타시가 성립하였다.
- 1955년 3월 31일 - 이쓰마촌, 히가시아리타촌, 오노촌, 오쓰루촌, 요아케촌, 고와촌을 편입하였다.
- 2005년 3월 22일 - 히타군 마에쓰에촌, 나카쓰에촌, 가미쓰에촌, 오야마정, 아마가세정을 편입하였다.

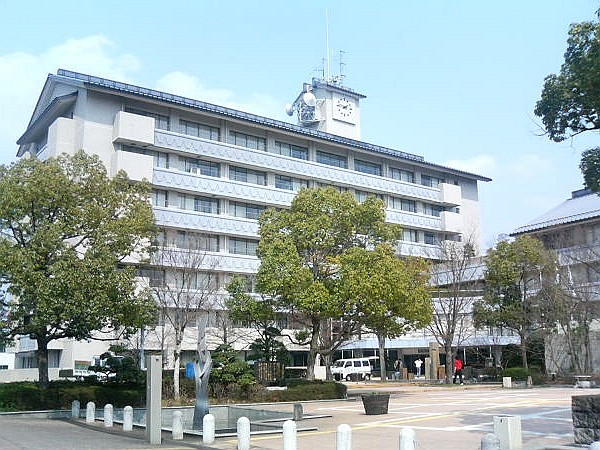
히타시청

## 경제
예로부터 주위의 산간부에서는 임업이 번창했고 이곳에서 자라는 삼나무는 히타 삼나무로 불려 왔다. 그 때문에 이 삼나무를 이용한 나막신 만들기나 칠기 등의 목공업이 번창하였다. 하지만 최근에는 값싼 외국산 목재의 수입 증가 등으로 임업 자체가 예전에 비해 쇠퇴하는 경향이다. 이곳의 미쿠마강에서는 은어 등을 잡는 어업을 하며 주조업도 존재한다.

## 교통

### 철도
- 규슈 여객철도
  - 규다이 본선
  - 히타히코산선

### 도로
- 오이타 자동차도
- 국도 210호선
- 국도 211호선
- 국도 212호선
- 국도 386호선
- 국도 387호선
- 국도 442호선
- 국도 496호선

### 버스
- 히타 버스

## 기후
| 히타시의 기후                                                | 히타시의 기후 | 히타시의 기후 | 히타시의 기후 | 히타시의 기후 | 히타시의 기후 | 히타시의 기후 | 히타시의 기후 | 히타시의 기후 | 히타시의 기후 | 히타시의 기후 | 히타시의 기후 | 히타시의 기후 | 히타시의 기후   |
| 월                                                           | 1월           | 2월           | 3월           | 4월           | 5월           | 6월           | 7월           | 8월           | 9월           | 10월          | 11월          | 12월          | 연간            |
| ------------------------------------------------------------ | ------------- | ------------- | ------------- | ------------- | ------------- | ------------- | ------------- | ------------- | ------------- | ------------- | ------------- | ------------- | --------------- |
| 역대 최고 기온 °C (°F)                                       | 21.5 (70.7)   | 25.2 (77.4)   | 27.7 (81.9)   | 31.5 (88.7)   | 36.3 (97.3)   | 37.1 (98.8)   | 39.3 (102.7)  | 39.9 (103.8)  | 38.0 (100.4)  | 35.7 (96.3)   | 27.9 (82.2)   | 24.7 (76.5)   | 39.9 (103.8)    |
| 일평균 최고 기온 °C (°F)                                     | 9.8 (49.6)    | 11.8 (53.2)   | 15.7 (60.3)   | 21.5 (70.7)   | 26.4 (79.5)   | 28.5 (83.3)   | 32.3 (90.1)   | 33.5 (92.3)   | 29.5 (85.1)   | 24.1 (75.4)   | 18.1 (64.6)   | 12.1 (53.8)   | 21.9 (71.4)     |
| 일일 평균 기온 °C (°F)                                       | 4.2 (39.6)    | 5.6 (42.1)    | 9.2 (48.6)    | 14.5 (58.1)   | 19.4 (66.9)   | 23.0 (73.4)   | 26.8 (80.2)   | 27.4 (81.3)   | 23.6 (74.5)   | 17.6 (63.7)   | 11.6 (52.9)   | 6.1 (43.0)    | 15.8 (60.4)     |
| 일평균 최저 기온 °C (°F)                                     | −0.2 (31.6)   | 0.5 (32.9)    | 3.6 (38.5)    | 8.2 (46.8)    | 13.3 (55.9)   | 18.6 (65.5)   | 22.7 (72.9)   | 23.1 (73.6)   | 19.2 (66.6)   | 12.5 (54.5)   | 6.5 (43.7)    | 1.5 (34.7)    | 10.8 (51.4)     |
| 역대 최저 기온 °C (°F)                                       | −10.8 (12.6)  | −9.9 (14.2)   | −7.8 (18.0)   | −4.4 (24.1)   | 1.2 (34.2)    | 7.1 (44.8)    | 12.7 (54.9)   | 14.1 (57.4)   | 5.9 (42.6)    | −0.2 (31.6)   | −4.9 (23.2)   | −7.8 (18.0)   | −10.8 (12.6)    |
| 평균 강수량 mm (인치)                                        | 64.6 (2.54)   | 81.4 (3.20)   | 122.9 (4.84)  | 128.1 (5.04)  | 150.0 (5.91)  | 352.1 (13.86) | 376.9 (14.84) | 189.1 (7.44)  | 178.7 (7.04)  | 87.4 (3.44)   | 81.5 (3.21)   | 63.6 (2.50)   | 1,876.3 (73.87) |
| 평균 강수일수 (≥ 0.5 mm)                                     | 10.3          | 10.4          | 11.9          | 10.8          | 10.2          | 14.4          | 14.0          | 11.9          | 10.7          | 7.9           | 9.0           | 10.2          | 131.8           |
| 평균 상대 습도 (%)                                           | 76            | 72            | 70            | 67            | 67            | 74            | 76            | 74            | 76            | 75            | 78            | 78            | 74              |
| 평균 월간 일조시간                                           | 112.7         | 126.0         | 156.7         | 177.1         | 189.7         | 127.1         | 161.6         | 189.3         | 151.2         | 163.8         | 133.1         | 115.3         | 1,811           |
| 출처: 일본 기상청 (평년값: 1991년~2020년, 극값: 1942년~현재) |               |               |               |               |               |               |               |               |               |               |               |               |                 |

## 인구
| 연도 | 인구   | ±%     |
| ---- | ------ | ------ |
| 1920 | 65,119 | —      |
| 1925 | 69,202 | +6.3%  |
| 1930 | 73,270 | +5.9%  |
| 1935 | 77,614 | +5.9%  |
| 1940 | 78,172 | +0.7%  |
| 1945 | 92,416 | +18.2% |
| 1950 | 96,836 | +4.8%  |
| 1955 | 99,948 | +3.2%  |
| 1960 | 98,651 | −1.3%  |
| 1965 | 94,121 | −4.6%  |
| 1970 | 87,102 | −7.5%  |

| 연도 | 인구   | ±%    |
| ---- | ------ | ----- |
| 1975 | 83,649 | −4.0% |
| 1980 | 83,880 | +0.3% |
| 1985 | 83,655 | −0.3% |
| 1990 | 81,580 | −2.5% |
| 1995 | 79,776 | −2.2% |
| 2000 | 77,369 | −3.0% |
| 2005 | 74,165 | −4.1% |
| 2010 | 70,922 | −4.4% |
| 2015 | 66,523 | −6.2% |
| 2020 | 62,657 | −5.8% |